# Division 1 Féminine 2019/20
Die Saison 2019/20 der Division 1 Féminine war die 46. Ausspielung der französischen Frauenfußballmeisterschaft seit der offiziellen Anerkennung des Frauenfußballs im Jahr 1970 durch die FFF, den Fußballverband Frankreichs, und der ersten Austragung in der Saison 1974/75. Die Division 1 Féminine genannte Spielklasse wird im reinen Ligamodus in einer aus einer einzigen Gruppe bestehenden, zwölf Teams umfassenden, landesweiten höchsten Liga ausgetragen. In diesem Modus war es die 28. Meisterschaft. Die ihren Vorjahrestitel erneut verteidigenden Frauen von Olympique Lyon wurden zum 14. Mal in Folge Meister.
Dies war die erste Saison, in der die Liga einen Namenssponsor besaß, nachdem die FFF mit dem Chemieunternehmen Arkema einen entsprechenden Vertrag mit dreijähriger Laufzeit abgeschlossen hatte.
Die Saison begann am 24. August 2019 und sollte eigentlich am 30. Mai 2020 enden. Zwischen 14. Dezember und 18. Januar kam es zu einer diesmal langen Winterpause; eine Woche vor deren Ende griffen die Erstligisten allerdings in das Pokal-Sechzehntelfinale ein. Eine weitere Unterbrechung des Ligabetriebs gab es vom 24. Februar bis zum 13. März, damit französische und ausländische Spielerinnen mit ihren Nationalmannschaften an den traditionell in dieser Zeit stattfindenden internationalen Turnieren (Algarve-Cup, SheBelieves Cup, Tournoi de France, Zypern-Cup und andere) teilnehmen konnten. Unmittelbar anschließend wurde der gesamte nationale Spielbetrieb aufgrund der Viruspandemie eingestellt – zunächst bis auf weiteres, Mitte Mai dann endgültig.
Hauptspieltag war der Sonnabend, wie es der Bezahlfernsehsender Canal+ wünschte, der wie in der vorangegangenen Saison beabsichtigte, sämtliche 132 Punktspiele zu übertragen. Am 21. September 2019 wurde erstmals die Trophée des Championnes ausgespielt, also der Supercup, in dem die Gewinner von Meisterschaft und Pokalwettbewerb der Vorsaison aufeinandertreffen.

## Qualifikation und Austragungsmodus
Für die Teilnahmeberechtigung wird ausschließlich das Abschneiden der Frauschaften in der Vorsaison berücksichtigt; qualifiziert sind die zehn dabei bestplatzierten Teams der Vorsaison sowie zwei Aufsteiger, die jeweils ihre Gruppe der Division 2 Féminine als Tabellenerste beendet hatten. Somit starteten folgende zwölf Teilnehmer in diese Saison:
- aus dem Norden: FC Fleury, FC Metz, Paris FC, Paris Saint-Germain FC, Aufsteiger Stade Reims
- aus dem Westen: Girondins Bordeaux, EA Guingamp, ASJ Soyaux
- aus dem Süden: FCO Dijon, Titelverteidiger Olympique Lyon, Aufsteiger Olympique Marseille, HSC Montpellier

Für Reims stellt die Teilnahme eine Premiere dar; allerdings haben die Rot-Weißen aus der Champagne in ihrem Palmarès fünf französische Meistertitel und drei Vizemeisterschaften stehen, die sie zwischen 1975 und 1982 errangen.
Die Meisterschaft wird regulär in einer doppelten Punkterunde ausgespielt, in der jeder Teilnehmer in Heim- und Auswärtsspiel gegen jeden anderen antritt. Es gilt die übliche „Drei-Punkte-Regel“ mit drei Punkten für einen Sieg, einem für ein Unentschieden und keinem für eine Niederlage; bei Punktgleichheit gibt zunächst der direkte Vergleich und bei Erforderlichkeit anschließend die bessere Gesamt-Tordifferenz, falls auch dann noch Gleichheit besteht, gegebenenfalls die höhere Zahl erzielter Treffer den Ausschlag. Am Ende der Saison müssen die zwei Tabellenletzten absteigen, die für die kommende Spielzeit durch zwei Aufsteiger – die Siegerinnen der beiden Gruppen der zweiten Division – ersetzt werden.
Die französischen Meisterinnen sowie die Zweitplatzierten der Division 1 Féminine qualifizieren sich für den Frauen-Europapokalwettbewerb der folgenden Spielzeit.

## Vereinswechsel
Noch bevor in Frankreich das Eröffnungsspiel der Frauen-Weltmeisterschaft angepfiffen wurde, vermeldeten einige Vereine bereits erste Neuzu- und -abgänge von Spielerinnen. Meister Lyon verpflichtete Jéssica Silva, Nikita Parris von Manchester City, Alex Greenwood von Manchester United und Janice Cayman aus Montpellier; dafür verließen Jessica Fishlock (zu Seattle Reign FC), Carolin Simon und Florencia Soledad Jaimes die Rhône-Metropole. Dort kam am letzten Tag der winterlichen Transferperiode, nachdem Ada Hegerberg sich schwer verletzt hatte, mit der 18-jährigen Naomie Feller aus Reims eine weitere Angreiferin (auf Leihbasis, nur bis Saisonende) hinzu. Paris Saint-Germain holte mit der Angreiferin Jordyn Huitema von den Vancouver Whitecaps ein umworbenes kanadisches Talent in die Hauptstadt und stattete sie mit einem Vier-Jahres-Vertrag aus; außerdem unterschrieben Sara Däbritz und Karina Sævik dort. Wang Shuang hingegen kehrte nach China zurück. Nachdem für Däbritz die Saison seit Anfang Dezember verletzungsbedingt gelaufen war, holte PSG zum Jahreswechsel die brasilianische Nationalspielerin Luana an die Seine.
Zu Montpellier kamen Lisa Schmitz, Lena Petermann (beide von Turbine Potsdam) Iva Landeka sowie im Februar noch Mary Fowler. Dort verabschiedete sich auch Virginia Torrecilla (zurück nach Spanien), bei Metz Marie-Laure Delie, wohin Melike Pekel zurückkehrte. Guingamp muss in dieser Saison ohne Charlotte Lorgeré und Julie Debever auskommen. Der Paris FC sicherte sich die Dienste von Marith Müller-Prießen (1. FFC Frankfurt), Claire Savin, die zuvor beim SC Sand spielte, sowie in der Winterpause von Havana Solaun, zuletzt bei Klepp IL unter Vertrag.
Der letzte reine Frauenverein in der D1F, die ASJ Soyaux, sicherte sich die Dienste von Kimberley Cazeau (zuvor bei Absteiger AF Rodez). Mit Charlotte Bilbault, Inès Jaurena, Estelle Cascarino (alle von Paris FC), Ouleymata Sarr, der Jamaikanerin Khadija Shaw und am Ende der Transferperiode noch Emelyne Laurent (auf Leihbasis) hat Bordeaux personell stark aufgerüstet und sich auch auf der Trainerposition mit Pedro Martínez Losa verstärkt. Fleury setzt auf gleich drei dänische Zugänge (Stine Larsen und Rikke Sevecke von Brøndby IF sowie Cecilie Sandvej vom 1. FFC Frankfurt), holte zudem Laëtitia Philippe, Marina Makanza und Marine Dafeur. Aufsteiger Reims verstärkte sich im Winter mit der niederländischen Abwehrspielerin Vita van der Linden von den Bristol Rovers; dafür gaben die Rot-Weißen ihr 18-jähriges Sturmtalent Naomie Feller an Lyon ab, allerdings ohne Kaufoption und lediglich für ein halbes Jahr.
In dieser Spielzeit zeichnet sich ein neuer Trend ab: gleich ein gutes halbes Dutzend Französinnen, überwiegend Ex-Nationalspielerinnen, wechseln ins europäische Ausland, insbesondere nach England und Spanien, wo etliche Vereine besonders stark in den Frauenfußball investieren. Das betrifft Kenza Dali (zu West Ham United), Maéva Clemaron (Everton LFC), Léa Le Garrec (Brighton & Hove Albion), Karima Benameur (Manchester City), Marie-Laure Delie (Madrid CFF) und Méline Gérard (Betis Sevilla); außerdem gingen Julie Debever und im Januar auch Annahita Zamanian nach Italien zu Juventus Turin.
Bei den Trainern vertrauten zu Saisonstart erneut lediglich zwei Erstdivisionäre – der Paris FC mit Sandrine Soubeyrand und Stade Reims mit Amandine Miquel – einer Frau den Chefsessel an. Montpellier wird seither von Frédéric Mendy trainiert, bei Lyon hat Jean-Luc Vasseur das Kommando von Reynald Pedros übernommen. (Stand: 26. Januar 2020)

## Ergebnisse, Tabelle und Saisonverlauf
Offizieller Endstand nach Saisonabbruch
|                        | Gir. Bor | FCO Dij | FC Fle | EA Gui | Oly Lyo | Oly Mar | FC Met | HSC Mon | FC Par | SG Par | Sta Rei | ASJ Soy |
| Girondins Bordeaux     |          | 1:0     | 4:1    | 1:2    | 0:0     | 3:0     | :      | 1:0     | :      | :      | 2:0     | 4:1     |
| FCO Dijon              | 0:3      |         | :      | :      | 0:0     | 1:0     | 2:1    | :       | 0:4    | :      | 1:1     | 1:4     |
| FC Fleury              | 0:2      | 1:1     |        | 0:2    | :       | 4:1     | :      | 1:3     | 2:3    | 0:2    | :       | 1:1     |
| EA Guingamp            | :        | 1:1     | 0:1    |        | 1:5     | 3:1     | 2:0    | :       | 2:0    | 1:4    | 1:1     | 1:3     |
| Olympique Lyon         | 4:0      | 2:0     | 6:0    | :      |         | 6:0     | 6:0    | 5:0     | 4:0    | 1:0    | 5:0     | :       |
| Olympique Marseille    | 1:4      | :       | 2:3    | 2:1    | 0:8     |         | 3:1    | 0:3     | :      | 0:5    | 0:3     | 1:3     |
| FC Metz                | 0:4      | 1:2     | 0:2    | 0:0    | :       | :       |        | 0:3     | :      | 1:6    | 0:1     | 0:2     |
| HSC Montpellier        | :        | 6:0     | 3:0    | 1:1    | 0:3     | :       | 3:0    |         | 1:2    | :      | 2:0     | :       |
| Paris FC               | 0:3      | 3:1     | :      | :      | :       | 3:1     | 2:2    | 2:5     |        | 0:3    | 0:0     | 1:0     |
| Paris Saint-Germain FC | 3:0      | 4:0     | :      | 1:1    | :       | 11:0    | 5:1    | 1:1     | 2:0    |        | :       | 7:0     |
| Stade Reims            | :        | :       | 0:1    | 0:1    | 3:8     | :       | 1:0    | 1:7     | 0:1    | 1:3    |         | :       |
| ASJ Soyaux             | 0:4      | 0:0     | 0:1    | :      | 0:4     | :       | :      | 1:1     | 0:0    | 0:3    | 0:1     |         |

| Pl. | Frauschaft              | Sp | G  | U | V  | Tore  | Diff. | Pkte. | Ab- zug |
| --- | ----------------------- | -- | -- | - | -- | ----- | ----- | ----- | ------- |
| 1.  | Olympique Lyon (M)      | 16 | 14 | 2 | 0  | 67:04 |       | 44    |         |
| 2.  | Paris Saint-Germain     | 16 | 13 | 2 | 1  | 60:07 |       | 41    |         |
| 3.  | Girondins Bordeaux      | 16 | 12 | 1 | 3  | 36:12 |       | 37    |         |
| 4.  | HSC Montpellier         | 16 | 9  | 3 | 4  | 39:18 |       | 30    |         |
| 5.  | Paris FC                | 16 | 7  | 3 | 6  | 21:26 |       | 24    |         |
| 6.  | EA Guingamp             | 16 | 6  | 5 | 5  | 20:21 |       | 23    |         |
| 7.  | FC Fleury               | 16 | 6  | 2 | 8  | 18:30 |       | 20    |         |
| 8.  | Stade Reims (N)         | 16 | 4  | 3 | 9  | 13:32 |       | 15    |         |
| 9.  | FCO Dijon               | 16 | 3  | 5 | 8  | 10:32 |       | 14    |         |
| 10. | ASJ Soyaux              | 16 | 4  | 4 | 8  | 15:30 |       | 13    | 3       |
| 11. | Olympique Marseille (N) | 16 | 2  | 0 | 14 | 12:62 |       | 6     |         |
| 12. | FC Metz                 | 16 | 0  | 2 | 14 | 07:44 |       | 2     |         |

Nach Abschluss der Hinrunde ergab sich an der Tabellenspitze das gewohnte Bild: Lyon hatte sich von Paris Saint-Germain bereits absetzen können, da die Hauptstädterinnen nicht nur im direkten Duell unterlegen waren, sondern auch noch unerwartete Punktverluste vor eigenem Publikum zu verzeichnen hatten. Deshalb befanden sich Bordeaux und Montpellier zu diesem Zeitpunkt sogar in Reichweite des zweiten, zur Europapokalteilnahme berechtigenden Platzes. Dahinter folgte das sechs Teams umfassende Mittelfeld, das seinerseits einen allerdings noch keineswegs beruhigenden Abstand zu den Abstiegsrängen aufwies. Während Metz mit einem einzigen Zähler bereits abgeschlagen wirkte, bahnte sich für die Rückrunde insbesondere zwischen Marseille, Reims und Dijon ein Kampf darum an, wer die Lothringerinnen in die zweite Division würde begleiten müssen. Die Neulinge aus Reims wiesen zwar vier Punkte Vorsprung auf Mitaufsteiger Marseille auf, hatten sich gegen OM auch deutlich durchgesetzt, waren aber durch eine eher ungewöhnliche Schwäche gekennzeichnet: auswärts holten sie bereits zehn Punkte, in ihren fünf Heimspielen hingegen noch keinen einzigen. Mitte Januar gesellte sich dann auch noch Soyaux zu den Abstiegskandidaten hinzu; die Direction Nationale du Contrôle de Gestion (DNCG), das für die Vereine zuständige Kontrollorgan des Verbands, erlegte der ASJS wegen Nichteinhaltung der finanziellen Auflagen nicht nur mehrere Ausgabenbeschränkungen auf, sondern verhängte zusätzlich – als erstem Verein der D1F überhaupt – einen 3-Punkte-Abzug.
Mit ihrer Entscheidung vom 15. Mai 2020, aufgrund der Coronavirus-Pandemie den Spielbetrieb auf sämtlichen Ebenen vollständig einzustellen, schrieb die FFF den Stand von Ende Februar für Ab- und Aufstieg, aber auch für die Torjägerkrone fest.
Am zweiten Spieltag hatte Aufsteiger Reims gegen Lyons Nationaltorfrau Sarah Bouhaddi drei Treffer erzielt. Eine dermaßen hohe Zahl an Gegentoren hatte der Serienmeister zuletzt zehn Jahre zuvor, in der Saison 2009/10 gegen den FCF Hénin-Beaumont, zugelassen.
Das Spitzenspiel am neunten Spieltag zwischen den punktgleichen Frauen aus Lyon und Paris bescherte der Liga mit 30.661 Zuschauern einen neuen Besucherrekord.
Zur folgenden Saison steigen aus der Division 2 Féminine FF Issy und, als 57. Verein in der Ligageschichte, der Neuling Le Havre AC auf.

## Die Spielerinnen des Meisters
Trainer Jean-Luc Vasseur hatte folgende Fußballerinnen aus seinem Saisonkader eingesetzt (in Klammern die Zahl der Punktspieleinsätze):
- Tor: Sarah Bouhaddi (16)
- Abwehr: Selma Bacha (6), Lucy Bronze (15), Kadeisha Buchanan (5), Janice Cayman (4), Alex Greenwood (11), Griedge Mbock Bathy (15), Wendie Renard (14), Manon Revelli (1)
- Mittelfeld: Isobel Christiansen (6), Amandine Henry (15), Saki Kumagai (14), Amel Majri (14), Dzsenifer Marozsán (16)
- Angriff: Delphine Cascarino (16), Naomie Feller (2), Ada Hegerberg (13), Emelyne Laurent (1), Eugénie Le Sommer (11), Nikita Parris (15), Jéssica Silva (2), Shanice van de Sanden (11)

Lyons 67 Treffer erzielten Hegerberg (14), Marozsán (10), Parris (8), Renard (7), Le Sommer, Majri (je 5), Mbock Bathy, Henry (je 4), Cascarino (3), Kumagai, van de Sanden (je 2), Christiansen, Feller und Silva (je 1).

## Erfolgreichste Torschützinnen
Die meisten Treffer erzielten:
| Pl. | Name                    | Team        | Tore |
| --- | ----------------------- | ----------- | ---- |
| 1.  | Marie-Antoinette Katoto | Paris S-G   | 16   |
| 2.  | Ada Hegerberg           | Lyon        | 14   |
| 3.  | Viviane Asseyi          | Bordeaux    | 12   |
|     | Kadidiatou Diani        | Paris S-G   | 12   |
| 5.  | Dzsenifer Marozsán      | Lyon        | 10   |
|     | Khadija Shaw            | Bordeaux    | 10   |
| 7.  | Lena Petermann          | Montpellier | 9    |
| 8.  | Valérie Gauvin          | Montpellier | 8    |
|     | Nadia Nadim             | Paris S-G   | 8    |
|     | Nikita Parris           | Lyon        | 8    |
| 11. | Wendie Renard           | Lyon        | 7    |
| 12. | Sarah Cambot            | Soyaux      | 6    |
|     | Onema Grace Geyoro      | Paris S-G   | 6    |
|     | Desire Oparanozie       | Guingamp    | 6    |
| 15. | Camille Catala          | Paris FC    | 5    |
|     | Louise Fleury           | Guingamp    | 5    |
|     | Clarisse Le Bihan       | Montpellier | 5    |
|     | Eugénie Le Sommer       | Lyon        | 5    |
|     | Amel Majri              | Lyon        | 5    |
|     | Marina Makanza          | Fleury      | 5    |
|     | Ouleymata Sarr          | Bordeaux    | 5    |

Scorerpunkte
(T = Tore, V = Vorlagen)
| Pl. | Name                    | Verein      | T  | V  | Summe |
| --- | ----------------------- | ----------- | -- | -- | ----- |
| 1.  | Dzsenifer Marozsán      | Lyon        | 10 | 13 | 23    |
| 2.  | Marie-Antoinette Katoto | PSG         | 16 | 04 | 20    |
| 3.  | Ada Hegerberg           | Lyon        | 14 | 04 | 18    |
|     | Nadia Nadim             | PSG         | 08 | 10 | 18    |
| 5.  | Kadidiatou Diani        | PSG         | 12 | 04 | 16    |
|     | Lena Petermann          | Montpellier | 09 | 07 | 16    |
| 7.  | Khadija Shaw            | Bordeaux    | 10 | 05 | 15    |
| 8.  | Viviane Asseyi          | Bordeaux    | 12 | 01 | 13    |
| 9.  | Amel Majri              | Lyon        | 05 | 07 | 12    |
| 10. | Valérie Gauvin          | Montpellier | 08 | 02 | 10    |